# Misión sui iuris de Funafuti
La misión sui iuris de Funafuti (en latín: Missio sui iuris Funafutina y en inglés: Mission sui iuris of Funafuti) es una circunscripción eclesiástica de la Iglesia católica en Tuvalu. Se trata de una misión sui iuris latina, inmediatamente sujeta a la Santa Sede y agregada a la provincia eclesiástica de la arquidiócesis de Suva. Desde el 3 de junio de 2024 su superior es el presbítero Eliseo Napiere, de la Sociedad Misionera de las Filipinas.

## Territorio y organización
La misión sui iuris tiene 26 km² y extiende su jurisdicción sobre los fieles católicos de rito latino residentes en Tuvalu.
La sede de la misión sui iuris se encuentra en el atolón de Funafuti. 
En 2022 en la misión sui iuris existía solo una parroquia, la iglesia de Teone (de Cristo Rey) en Funafuti, cuyo párroco es el superior de la misión y el único sacerdote católico en Tuvalu.

## Historia
Las islas Ellice, con muy pocos católicos, se unieron a las islas Gilbert como protectorado y luego a la colonia británica de las Islas Gilbert y Ellice desde 1916. El vicariato apostólico de las Islas Gilbert se convirtió en la diócesis de Tarawa (Tarawa, Nauru y Funafuti) en 1966. 
Luego de la independencia de Tuvalu el 1 de octubre de 1978, la misión sui iuris fue erigida el 10 de septiembre de 1982, tras la división de la diócesis de Tarawa, Nauru y Funafuti, de la que también se originó la diócesis de Tarawa y Nauru.

## Estadísticas
Según el Anuario Pontificio 2023 la misión sui iuris tenía a fines de 2022 un total de 110 fieles bautizados.
| Año                                                                             | Población            | Población | Población      | Sacerdotes | Sacerdotes    | Sacerdotes    | Bautizados por sacerdote | Diáconos permanentes | Religiosos | Religiosos | Parroquias |
| Año                                                                             | Bautizados católicos | Total     | % de católicos | Total      | Clero secular | Clero regular | Bautizados por sacerdote | Diáconos permanentes | Varones    | Mujeres    | Parroquias |
| ------------------------------------------------------------------------------- | -------------------- | --------- | -------------- | ---------- | ------------- | ------------- | ------------------------ | -------------------- | ---------- | ---------- | ---------- |
| 1990                                                                            | 77                   | 8860      | 0.9            | 1          |               | 1             | 77                       |                      | 1          |            |            |
| 1999                                                                            | 107                  | 10 043    | 1.1            | 1          |               | 1             | 107                      |                      | 1          |            | 1          |
| 2000                                                                            | 109                  | 10 400    | 1.0            | 1          |               | 1             | 109                      |                      | 1          |            | 1          |
| 2001                                                                            | 112                  | 10 450    | 1.1            | 1          |               | 1             | 112                      |                      | 1          |            | 1          |
| 2002                                                                            | 112                  | 10 500    | 1.1            | 1          |               | 1             | 112                      |                      | 1          |            | 1          |
| 2003                                                                            | 117                  | 11 343    | 1.0            | 1          |               | 1             | 117                      |                      | 1          |            | 1          |
| 2004                                                                            | 122                  | 9564      | 1.3            | 1          |               | 1             | 122                      |                      | 1          |            | 1          |
| 2007                                                                            | 131                  | 10 173    | 1.3            | 1          |               | 1             | 131                      |                      | 1          |            | 1          |
| 2010                                                                            | 119                  | 10 000    | 1.2            | 1          |               | 1             | 119                      | 1                    | 1          |            | 1          |
| 2014                                                                            | 116                  | 11 000    | 1.1            | 1          |               | 1             | 116                      |                      | 1          |            | 1          |
| 2017                                                                            | 110                  | 11 000    | 1.0            |            |               |               |                          |                      |            |            | 1          |
| 2020                                                                            | 110                  | 11 192    | 1.0            |            |               |               |                          |                      |            |            | 1          |
| 2022                                                                            | 110                  | 11 100    | 1.0            |            |               |               |                          |                      |            |            | 1          |
| Fuente: Catholic-Hierarchy, que a su vez toma los datos del Anuario Pontificio. |                      |           |                |            |               |               |                          |                      |            |            |            |

## Episcopologio
- Cardenal Pio Taofinu'u, S.M. † (10 de septiembre de 1982-7 de agosto de 1985 renunció)[nota 1]
- John Hubert Macey Rodgers, S.M. † (7 de agosto de 1985-14 de julio de 1986 renunció)[nota 2]
- p. Camille DesRosiers, S.M. † (14 de julio de 1986-2010 renunció)
- p. John Rarikin Ikataere, M.S.C. † (24 de septiembre de 2010-8 de febrero de 2014 falleció)
- p. Reynaldo B. Getalado, M.S.P., (24 de febrero de 2014-8 de diciembre de 2023 nombrado obispo coadjutor de Rarotonga)
- p. Eliseo Napiere, M.S.P., desde el 3 de junio de 2024